# Homoneura debilis
Homoneura debilis är en tvåvingeart som beskrevs av Mitsuhiro Sasakawa 1991. Homoneura debilis ingår i släktet Homoneura och familjen lövflugor. Inga underarter finns listade i Catalogue of Life.